# Michelle Lujan Grisham
Michelle Lynn Lujan Grisham (Los Alamos, 24 de outubro de 1959) é uma advogada e política estadunidense filiada ao Partido Democrata, atual governadora do Novo México, empossada em janeiro de 2019. Anteriormente, representou o 1º distrito de Novo México na Câmara dos Representantes dos Estados Unidos, além de ter sido secretária de saúde do estado.